# Trụ sở Liên Hợp Quốc tại Viên

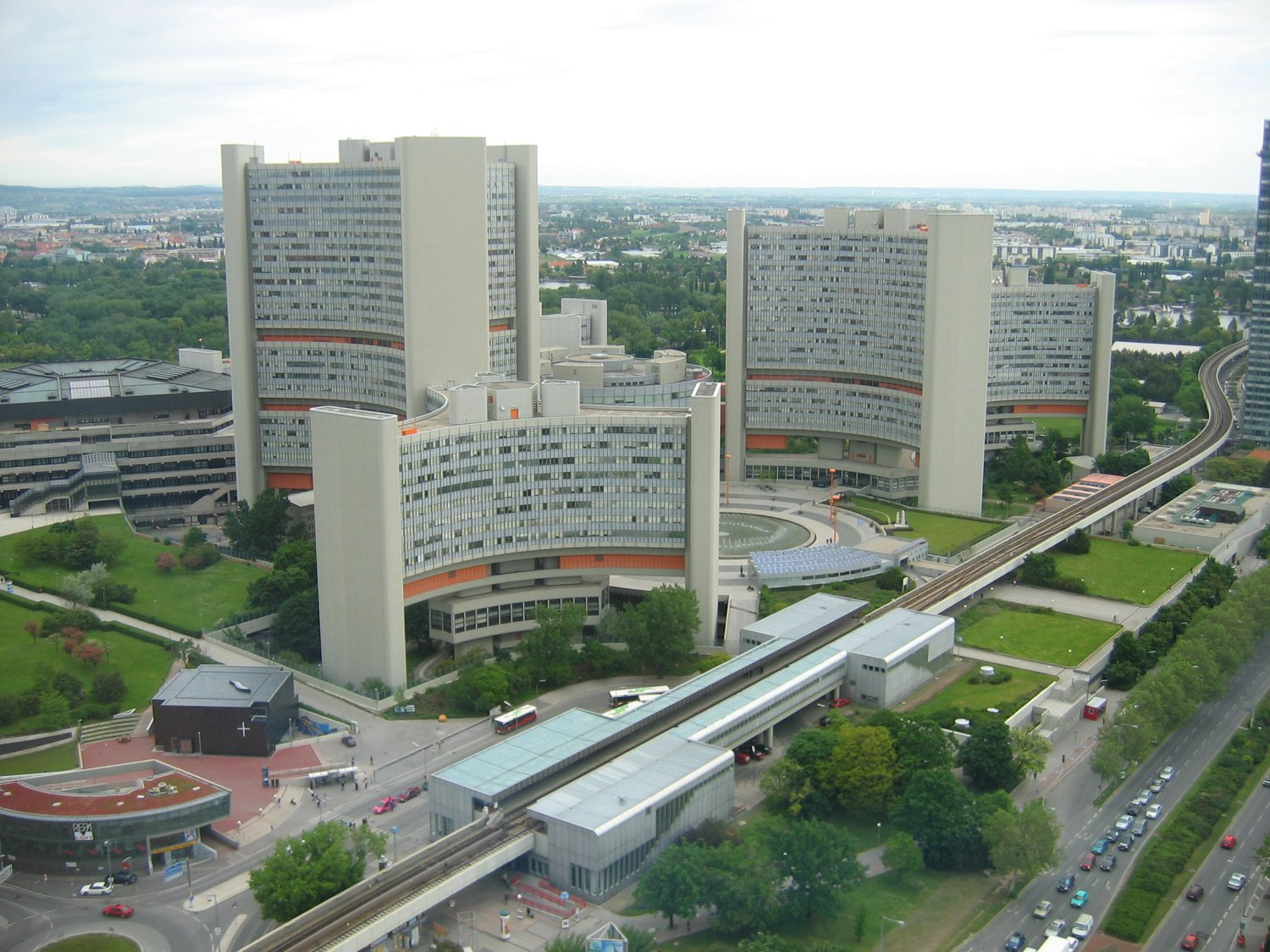
Trụ sở Liên Hợp Quốc tại Viên trong
Trung tâm Quốc tế Viên, Austria.

Trụ sở Liên Hợp Quốc tại Viên, viết tắt tiếng Anh UNOV (United Nations Office at Vienna) là một trong bốn địa điểm trụ sở Liên Hợp Quốc chính, là nơi làm việc của các cơ quan Liên Hợp Quốc khác nhau.
Tổ hợp trụ sở nằm ở Viên, thủ đô của Áo, và là một phần của Trung tâm Quốc tế Viên, một cụm của nhiều tổ chức quốc tế lớn làm việc. UNOV được thành lập vào ngày 01 tháng 1 năm 1980, và là văn phòng lớn thứ ba được Liên Hợp Quốc thành lập .

## Các cơ quan
| Viết tắt            | Tên cơ quan                                                                            | Tên giao dịch                                                                       |
| ------------------- | -------------------------------------------------------------------------------------- | ----------------------------------------------------------------------------------- |
| Cơ quan đặt trụ sở  |                                                                                        |                                                                                     |
| IAEA                | Cơ quan Năng lượng Nguyên tử Quốc tế (có một thỏa thuận đặc biệt về tình trạng của nó) | International Atomic Energy Agency (has a special agreement on its status)          |
|                     | Mạng lưới Thông tin Rửa tiền                                                           | International Money Laundering Information Network                                  |
| INCB                | Ban Kiểm soát Ma túy Quốc tế                                                           | International Narcotics Control Board                                               |
| CTBTO Prep Com      | Ủy ban trù bị Hiệp ước Cấm thử Hạt nhân Toàn diện                                      | Comprehensive Nuclear-Test-Ban Treaty, Preparatory Commission                       |
| UNCITRAL            | Ủy ban Liên Hợp Quốc về Luật Thương mại quốc tế                                        | United Nations Commission on International Trade Law                                |
| UNIDO               | Tổ chức Phát triển Công nghiệp Liên Hợp Quốc                                           | United Nations Industrial Development Organization                                  |
| UNOOSA              | Văn phòng Liên Hợp Quốc về Hoạt động Vũ trụ                                            | United Nations Office for Outer Space Affairs                                       |
| UNODC               | Văn phòng Liên Hợp Quốc về chống Ma túy và Tội phạm                                    | United Nations Office on Drugs and Crime                                            |
| Cơ quan có đại diện |                                                                                        |                                                                                     |
| ICPDR               | Ủy ban Quốc tế về Bảo vệ sông Danube                                                   | International Commission for the Protection of the Danube River                     |
| UNHCR               | Cao ủy Liên Hợp Quốc về người tị nạn                                                   | United Nations High Commissioner for Refugees                                       |
| UNIS Vienna         | Dịch vụ Thông tin Liên Hợp Quốc                                                        | United Nations Information Service                                                  |
| UNOPS               | Văn phòng Dịch vụ Dự án Liên Hợp Quốc                                                  | United Nations Office for Project Services                                          |
| OIOS                | Đơn vị Điều tra của Văn phòng Dịch vụ Giám sát nội bộ Liên Hợp Quốc (tạm dịch)         | Investigations Division of the United Nations Office of Internal Oversight Services |
| UNPA                | Cục Bưu chính Liên Hợp Quốc                                                            | United Nations Postal Administration                                                |
| UNSCEAR             | Uỷ ban Khoa học Liên Hợp Quốc về Ảnh hưởng của Bức xạ Hạt nhân                         | United Nations Scientific Committee on the Effects of Atomic Radiation              |
| UNODA               | Văn phòng Liên Hợp Quốc về Giải trừ quân bị                                            | United Nations Office for Disarmament Affairs                                       |

## Các công trình văn hóa
Tại Trụ sở có rất nhiều tác phẩm nghệ thuật khác được đặt trong sân hay trong hành lang của tòa nhà.

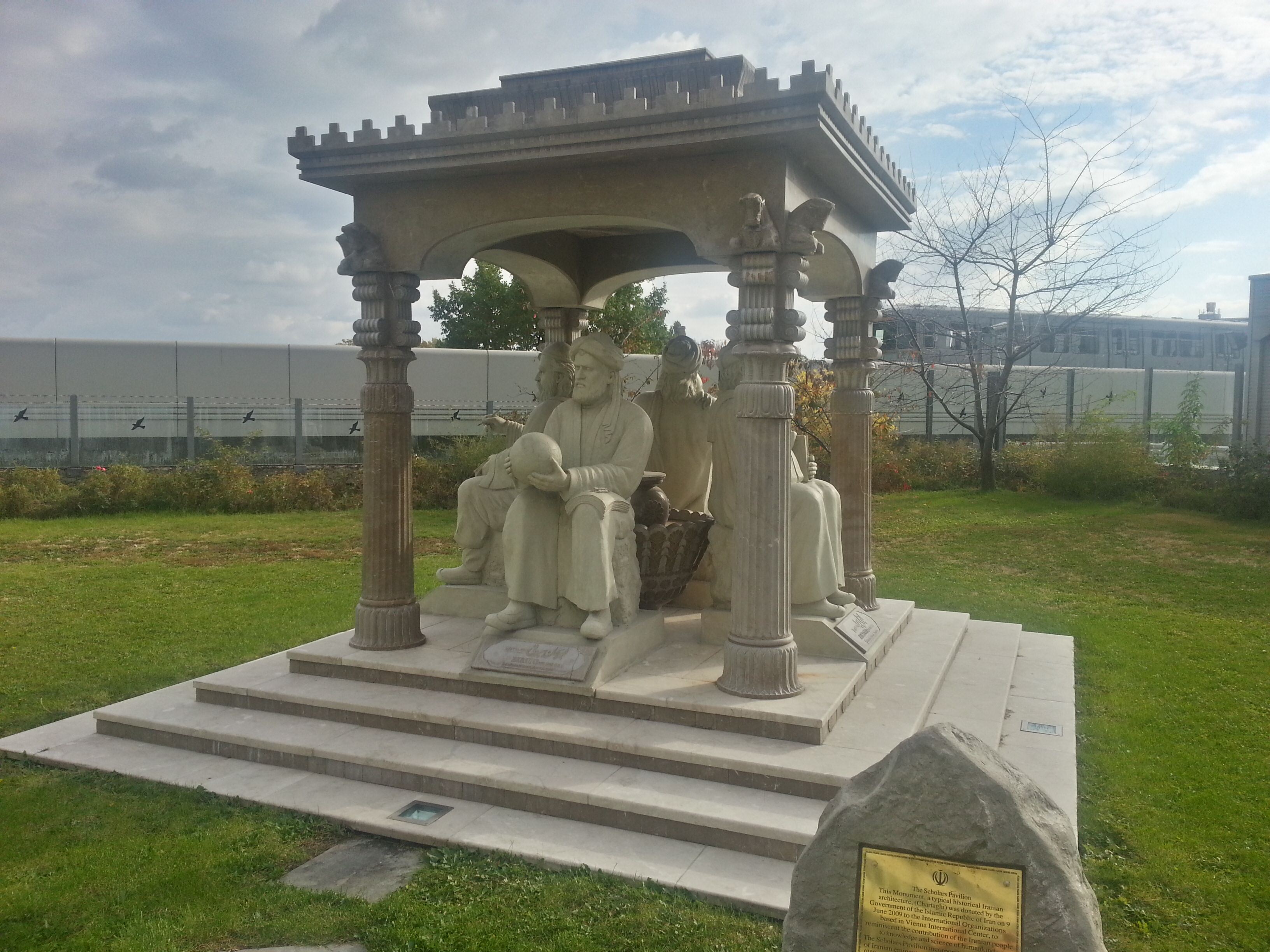
"Persian Scholars Pavilion" tại Trụ sở Liên Hợp Quốc tại Viên do Iran hiến tặng

### Khu tượng nhà thông thái Ba Tư
Persian Scholar Pavilion (Khu tượng nhà thông thái Ba Tư) được Iran hiến tặng cho Trụ sở Liên Hợp Quốc tại Viên tháng 6 năm 2009. Khu tượng được đặt ở trung tâm Memorial Plaza của Trung tâm Quốc tế Viên. Khu tượng nhà thông thái Ba Tư có bốn bức tượng nhà thông thái Ba Tư nổi bật. Nhằm nêu bật những nét kiến trúc Ba Tư, các gian trưng bày được trang trí với các hình thức nghệ thuật Ba Tư và bao gồm những bức tượng của các nhà khoa học Ba Tư nổi tiếng Avicenna, Abu Rayhan Biruni, Muhammad ibn Zakariya al-Razi (Zakariya Razi) và Omar Khayyam .

## Tham quan
Trụ sở tổ chức hướng dẫn tour du lịch tham quan hàng ngày .